# جحفان (جبل)
جبل جحفان أحد أهم وأشهر الجبال في بلاد بني شبيل يتبع الجبل لمركز القفل التابع لمحافظة صامطة جنوب شرق مدينة جازان حسب التقسيم الإداري الحديث.

## نبذة
يعود السبب وراء شهرة الجبل إلى الأساطير التي كانت تروى عنه، إذ تحكي الأساطير عن علاقة الجن به، أهم تلك الأساطير أسطورة جني جحفان والتي تعود تسميته إليها وكذلك أسطورة الجني حسين مسفر باللهجة المحلية «حسين امسفر».
يتميز الجبل بموقعه الاسترتيجي، إذ يحتل الجبل منطقة حدودية فاصلة ما بين اليمن والسعودية يحده من الجهة الجنوبية وادي تعشر بينما يحده من الجهة الشمالية وادي ليه، كما يتميز الجبل بخضرته الدائمة وكثرة أشجار البشام وهو (شجراللبان) كما أنه معروف بكهوفه ومغاراته.
دارت على جبل جحفان الكثير من المناوشات والمعارك كان من أبرزها الحرب التي دارت بين الجنود اليمنيين وقوات الأمن السعودية عام 1996 فيما تسمى حرب القرقاعي، كما أنه كان ميدان للمعارك التي دارت بين القوات السعودية والمتمردين الحوثيين عام 2009.